# Bild
Pour les articles homonymes, voir Bild (homonymie).

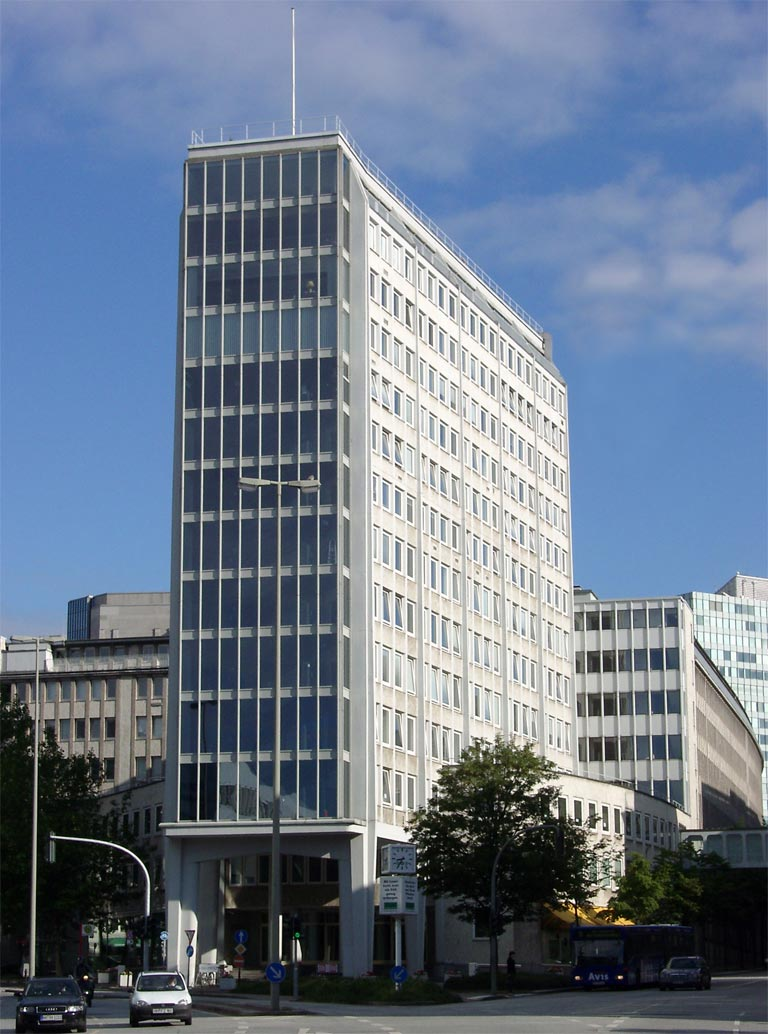
Le bâtiment Axel Springer à Hambourg, siège de la rédaction de Bild depuis 2008.

Bild ou Bild-Zeitung (de Bild, « image », et Zeitung, « journal » : « journal illustré ») est un quotidien allemand qui a la plus forte diffusion en Allemagne et en Europe occidentale.
Il est édité depuis le 24 juin 1952 par le groupe de presse Axel Springer Verlag. De par son contenu, il s'apparente à la presse tabloïd et la presse à scandale ou la presse people (en allemand : Klatschpresse). Il détient un grand pouvoir politique.
Son siège social se situe à Berlin.

## Histoire

### Première édition
La première édition de Bild parut le 24 juin 1952 avec un tirage de 250 000 exemplaires, il était alors gratuit. Le modèle d'Axel Springer était le tabloïd anglais Daily Mirror. La première édition comportait quatre pages et était distribuée gratuitement, les suivantes coûtaient 10 pfennigs. Le premier éditorial annonçait : « La frontière à Helmstedt [entre la RDA et la RFA] est sécurisée ! ». Bild proposait surtout des images, des horoscopes et quelques plaisanteries connues de l'époque. Les articles se composaient parfois seulement d'une photo avec une légende - d'où le nom de Bild (« image » en allemand). Le fond et la forme étaient encore loin de ce qu'est Bild aujourd'hui. Le but d'Axel Springer était de créer un journal accessible à tous et rapide à lire. Le journal s'appela d'abord 10-Pfennig-Bild-Zeitung. Il était distribué dans les rues par des vendeurs portant de grands imperméables blancs et des casquettes sur lesquelles était inscrit le nom du journal.

### L'adaptation au marché sous le rédacteur en chef Rudolf Michael
À l'époque où Rudolf Michael (de) était rédacteur en chef, Bild contenait moins d'images et davantage de texte ; les photos et les manchettes accrocheuses furent introduites plus tard. Le contenu de Bild consistait essentiellement en des faits divers, la politique était peu traitée. À partir de mars 1953, le tirage augmenta fortement.

### Bild et la politique
Sous le rédacteur en chef conservateur Karl Heinz Hagen, la politique devint plus importante dans Bild. Le journal défendit un strict anticommunisme envers la RDA et les États du pacte de Varsovie et prit parti de façon agressive contre la dislocation de l'Allemagne en trois parties après la Seconde Guerre Mondiale (« Dreigeteilt - NIEMALS ! », en français : « Coupée en trois - JAMAIS ! »).
Bild est parfois critiqué pour sa pratique de la délation. À la suite d'une préface du ministre Wolfgang Clement, dans une brochure de 2005 du ministère de l’Économie sur la réforme des allocations-chômage, où il est question de « parasitisme social », la presse à scandale et notamment Bild s'est mise à utiliser l'expression « parasite Hartz IV » pour dénoncer les allocataires.
Le quotidien s'est élevé en 2015 contre tout plan d'aide économique à la Grèce et s'est engagé dans une campagne de dénigrement des Grecs, décrits comme un peuple de fainéants et de tricheurs.
En 2018, le Parti social-démocrate (SPD) porte plainte contre Bild pour la diffusion récurrente de fausses informations à son encontre.
Le journal d’investigation +972 fait état en 2024 d'informations « fabriquées » publiées par Bild sur la stratégie du Hamas visant à légitimer les positions du gouvernement israélien dans le contexte de guerre à Gaza. Le magazine pointe des « fuites » venues directement du cabinet du premier ministre Benyamin Netanyahou pour « influencer » la presse étrangère. 

### Bild en campagne
Il y eut sous le rédacteur en chef Peter Boenisch à nouveau moins de politique et plus de faits divers. Bild s'occupa du petit peuple et exposa ses ennuis et ses problèmes dans ses campagnes de publicité. En moins de six mois, le tirage monta à quatre millions d'exemplaires.

### Les lignes éditoriales

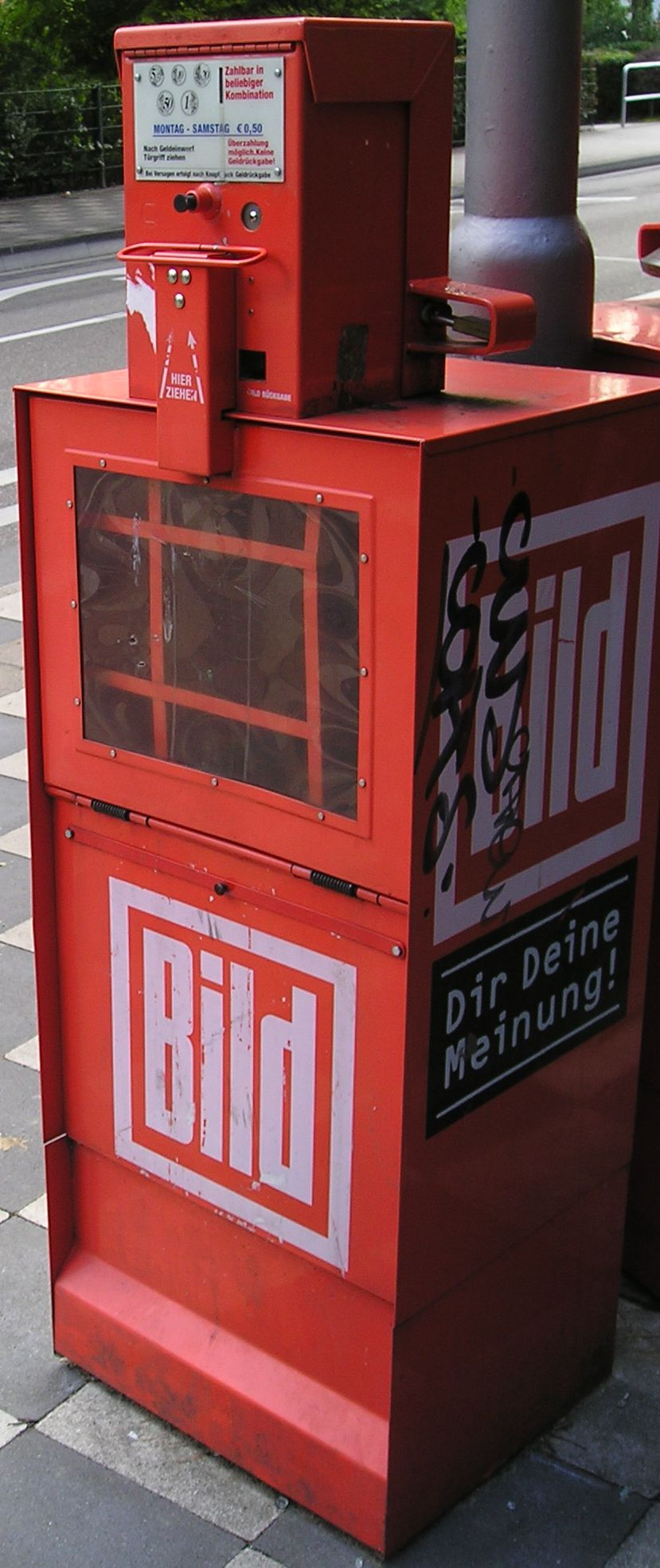
Une machine distributrice de journaux Bild.

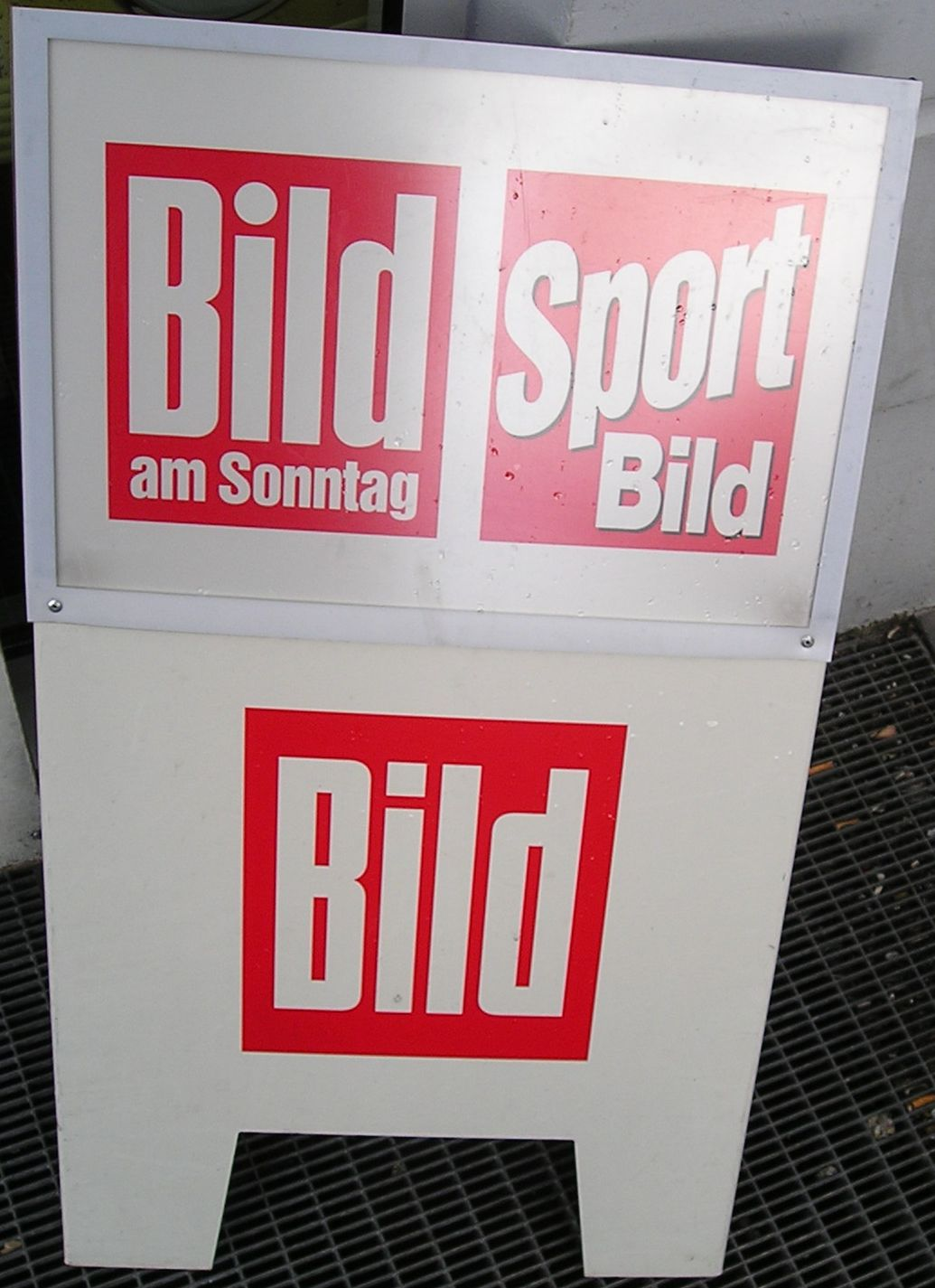
Présentoirs des journaux du groupe Bild.

Axel Springer formula en 1967 quatre lignes éditoriales de l'édition, une cinquième fut ajoutée après le 11 septembre 2001 :
- L'engagement absolu pour la reconstruction de l'unité et de la liberté allemande ;
- La réconciliation entre Juifs et Allemands ;
- Le rejet de toute sorte d'extrémisme politique ;
- L'approbation de la libre économie de marché ;
- Le partenariat transatlantique avec les États-Unis.

### Bildet les manifestations étudiantes
À la fin des années 1960, à l'aube des années de plomb, Bild s'engage contre les mouvements de manifestation. Les membres de l'opposition extra-parlementaire (außerparlamentarischen Opposition) furent désignés comme « populace immatriculée »[Quoi ?], des « politiques traînants et gâteux », ou des « radicaleux ». Bild recommanda en 1966 « un coup de police sur les leaders des émeutes, pour faire couler la matière grise encore existante[incompréhensible] »[réf. nécessaire].

### Le boycott deBild
L'écrivain et journaliste d'investigation Günter Wallraff s'est infiltré au sein de la rédaction de Bild en tant que journaliste sous le pseudonyme d'Hans Esser. Il a ainsi espionné les méthodes du journal, et par la suite écrit une trilogie « anti-Bild » composé des livres Der Aufmacher (« L'Éditorial »), Zeugen der Anklage (« Témoin de l'accusation ») et Das "Bild"-Handbuch (« Le manuel de Bild »), dans lequel il dénonce les méthodes du tabloïd.
Des intellectuels de gauche se sont également opposés, à partir de 1980, aux publications d'Axel Springer. Günter Grass, Peter Rühmkorf et Klaus Staeck fondèrent la campagne anti-Bild avec le slogan : « Nous ne travaillons pas pour les journaux de Springer ». Cette campagne fut également soutenue par Heinrich Böll (auteur notamment de L'Honneur perdu de Katharina Blum), Jürgen Habermas et des centaines de syndicalistes et d'hommes politiques.

## Rédacteurs en chef
- 1952 : Rolf von Bargen
- 1952-1958 : Rudolf Michael
- 1958-1960 : Oskar Bezold
- 1960-1962 : Karl-Heinz Hagen
- 1962-1971 : Peter « Pepe » Boenisch
- 1971-1980 : Günter Prinz
- 1981-1988 : Horst Fust
- 1988-1989 : Werner Rudi
- 1989-1990 : Peter Bartels
- 1990-1992 : Hans-Hermann Tiedje
- 1992-1997 : Claus Larass
- 1998-2000 : Udo Röbel
- 2001-2015 : Kai Diekmann
- 2016-2018 : Tanit Koch
- Mars 2018 – mars 2021 : Julian Reichelt
- Depuis mars 2021 : Julian Reichelt & Alexandra Würzbach

Julian Reichelt est limogé en octobre 2021, étant accusé par plusieurs enquêtes d’avoir promu des femmes avec qui il entretenait des relations, avant de les écarter.

## Édition, lectorat et contenu

### Édition et portée
Le tirage a baissé au cours de la période 1983-2005 de 5,4 à 3,8 millions d'exemplaires. Bild paraît du lundi au samedi avec une édition vendue à environ 3,8 millions d'exemplaires par jour (2005). Elle atteint ainsi environ 18,8 % de la population allemande totale de plus de 14 ans, soit 12,11 millions de personnes. Depuis 1998, Bild perd chaque année 8 % de son lectorat. Les ventes se situent, en 2013, à 2,46 millions d'exemplaires.
Bild reste en 2015 le tabloïd le plus vendu d’Europe avec 2,2 millions d’exemplaires vendus chaque jour.

### Moyens de production
Bild est publié dans un grand format appelé « norddeutsches format » (376 × 528 mm). Chaque jour paraissent trente-deux éditions locales et régionales de Bild.
Le tabloïd annonce en juin 2023 la suppression à venir de plusieurs centaines d'emplois et d'un tiers de ses éditions locales.

### Lectorat
L'éditeur de Bild, Axel Springer AG, réalise régulièrement des sondages pour déterminer la composition du lectorat de Bild : principalement des ouvriers et des travailleurs peu qualifiés, seulement 8,1 % des Allemands ayant fait des études de niveau bac ou plus lisent Bild. Le lectorat est à 54 % masculin. Bild a un fort taux de lecteurs parmi la population à Hambourg, beaucoup moins en Bavière.
Le journaliste Olivier Cyran relève qu'il est « d’usage dans les classes supérieures allemandes de considérer Bild comme un produit de basse extraction qu’il faut ignorer ou dédaigner. »

### Les thèmes
Sexe, criminalité, guerre sont les principaux thèmes développés dans le quotidien, avec le sport, et plus particulièrement le football (Bundesliga, championnat national d'Allemagne). Bild met également souvent en avant affaires et scandales.

## Filmographie
- L'émission de télévision Karambolage (diffusée sur Arte) du 1er février 2015 s'attache à résumer l'histoire de Bild, tout en la comparant avec la presse française.